# Dębowo (powiat Łomżyński)
Dębowo is een dorp in de Poolse woiwodschap Podlachië. De plaats maakt deel uit van de gemeente Śniadowo.